# Коларово (Росія)
Кола́рово (рос. Коларово) — село у складі Томського району Томської області, Росія. Входить до складу Спаського сільського поселення.
Село розташовано на правому березі річки Томі, за 15 км вище від міста Томська.

## Історія
Село було засновано 1620 року на місці козацької застави 1609 року, яка захищала Томськ з півдня, й раніше мало назву Спаське. 19 жовтня 1923 року було перейменовано на честь болгарського державного діяча, секретаря Комінтерну Васила Коларова. У 2000-их роках за пропозицією губернатора Кресса вживались спроби повернути селу історичну назву, але з різних причин вони мали успіх лише наполовину — в офіційних джерелах село часто почали йменувати подвійною назвою — Спаське-Коларово.

## Населення
Населення — 329 осіб (2010; 333 у 2002).
Національний склад (станом на 2002 рік):
- росіяни — 96 %

## Пам'ятки

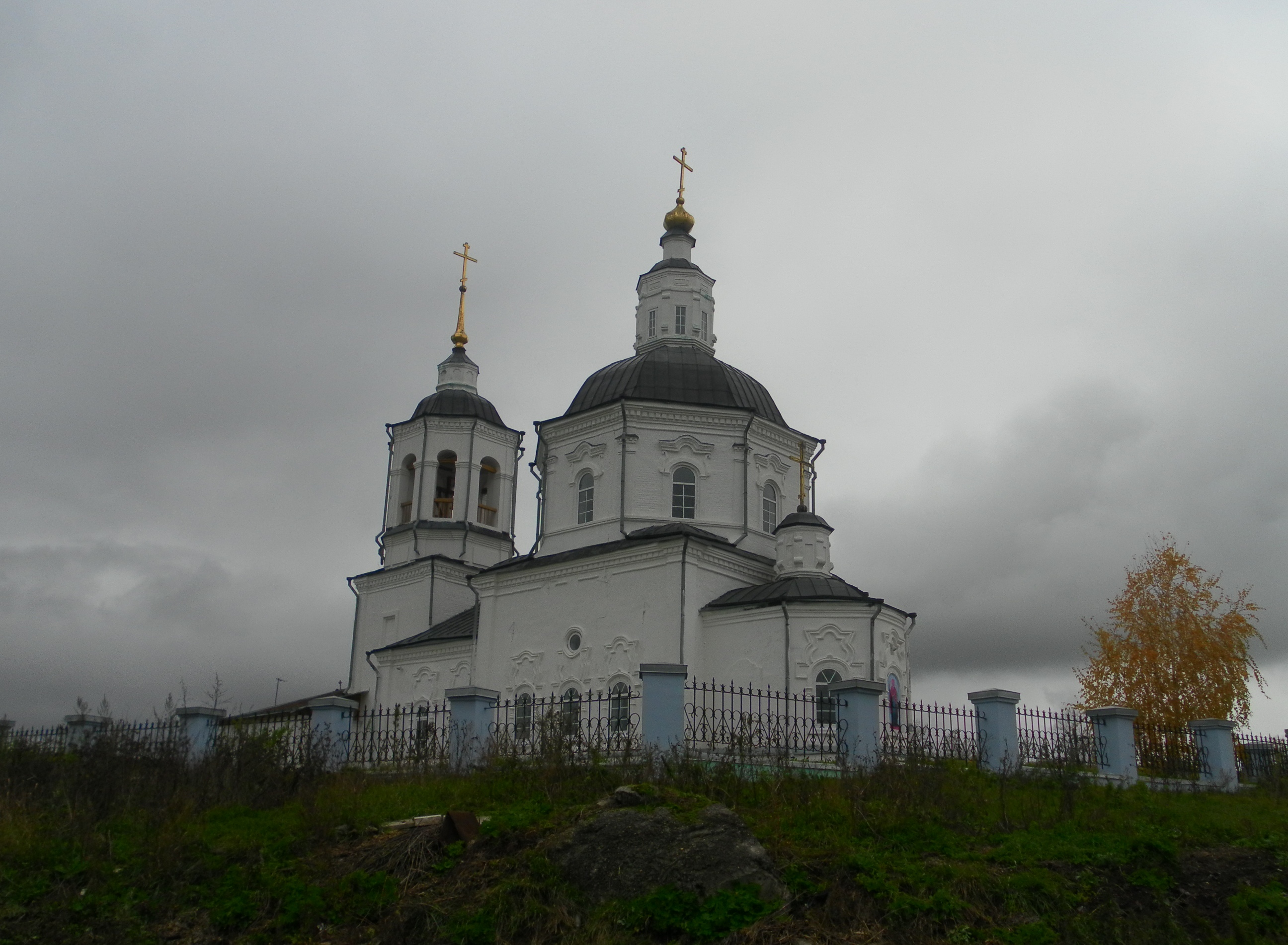
Спаська церква (Томський район, село Коларово)

Пам'яткою села є Спаський храм (1799), з 1799 до 1936 року в храмі розміщувалась місцева чудотворна ікона Спаса Нерукотворного, втрачена за радянських часів.
Поряд із селом розташований пам'ятник природи «Синя Скеля», в околицях — курганний могильник, стародавнє городище, а в самому селі — старовинні будівлі, характерні для сибірського села. Архітектурно-етнографічний музей.
Селом проходить Коларовський тракт.